# أندبنك
أندبنك هو مصرف شامل مقره أندورا يقدم خدمات مصرفية للأفراد والقطاع الخاص والشركات في أندورا وعلى الصعيد الدولي.

## تاريخ
تأسس البنك في أغسطس 2001 نتيجة اندماج بين بنك أندورا الزراعي التجاري (الذي تأسس عام 1930) وبنك ريج (الذي تأسس عام 1956). 

## الهيكل التنظيمي
الشركة مملوكة للقطاع الخاص لعائلتي سيركويدا وريباس. يتم إدارتها من قبل فريق من المحترفين المستقلين.
- أوسكار ريباس ريج، الرئيس الفخري
- مانويل سيركيدا دوناديو، رئيس مجلس الإدارة
- أوريول ريباس دورو، نائب
- الألماني كاستيجون فرنانديز، مدير
- مانويل سيركيدا دييز، ممثل سيركيدا دوناديو
- خورخي مورتوا، ممثل ريج المالية
- مانويل روس جينر، مدير
- خافيير سانتاماريا ماس، مدير
- جومي سيرا سيرا، مدير
- جوزيب فيسنس توراداس، مدير
- جاكوبو بالتار غارسيا بينويلا، الأمين العام
- ريكارد توباو روكا، الرئيس التنفيذي

## الشركات التابعة
لدى البنك شبكة مكونة من أربعين شركة تابعة في أوروبا وأمريكا وآسيا، بما في ذلك:
- أندبنك موناكو (موناكو)
- أندبنك لوكسمبورج (لوكسمبورج)
- أندبنك إدارة الثروات (ميامي، الولايات المتحدة)
- أندبنك للوساطة (ميامي، الولايات المتحدة)
- أندبنك الاستشارية (ميامي، الولايات المتحدة)
- أندبنك بنما (بنما)
- أندبنك جزر الباهاما (جزر الباهاما)
- كويست كابيتال للاستشارات (أوروجواي)
- كولومبوس دي مكسيكو (المكسيك)
- أندبنك البرازيل (البرازيل)
- أندبنك إسبانيا (أسبانيا)
- أندبنك إدارة الثروات (أسبانيا)
- ميدباتريمونيا إنفست (أسبانيا)
- سيجما لإدارة المحافظ الاستثمارية (إسرائيل)

## روابط خارجية
- Associació de Bancs Andorrans (ABA) (رابطة البنوك الأندورية)
- المعهد الوطني الأندوري للمالية (INAF) (المعهد الوطني الأندوري للمالية) نسخة محفوظة 2010-07-24 على موقع واي باك مشين. </link>
- Andbank في AndorraPartner